# Salticus latidentatus
Salticus latidentatus là một loài nhện trong họ Salticidae.
Loài này thuộc chi Salticus. Salticus latidentatus được Carl Friedrich Roewer miêu tả năm 1951.